# Kościół Matki Bożej Bolesnej w Wolanach
Kościół Matki Bożej Bolesnej w Wolanach – zabytkowy kościół we wsi Wolany (województwo dolnośląskie).
Kościół filialny parafii w Szalejowie Górnym wybudowany w 1740.

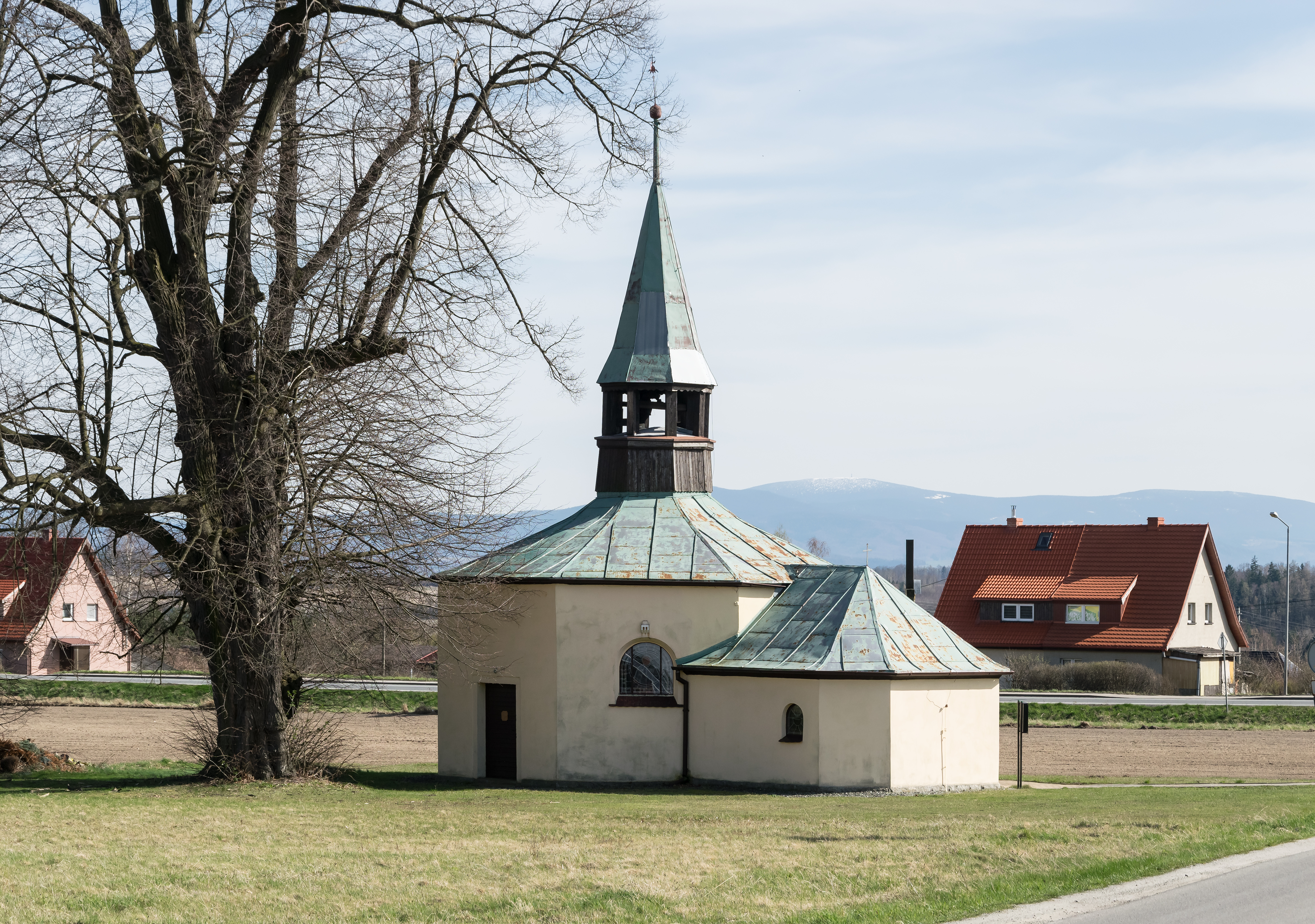
Kościół MBB w Wolanach